# Concordia (schip, 1697)
De Concordia was een Nederlands schip van de Vereenigde Oostindische Compagnie (VOC) uit 1696, dat in 1708 bij Mauritius is vergaan.

## Beschrijving
De Concordia werd gebouwd voor de De Kamer van de VOC in Delft op de scheepswerf van Delft (Delfshaven, heden deel van de gemeente Rotterdam). Het was een zogenaamd fregat met een lengte 145 voet: ongeveer 45,5 meter lang. De driemaster had een laadvermogen van 900 ton.
De spiegel van het schip was rijkelijk gedecoreerd met een vrouwenfiguur met een hoorn des overvloeds, een banderol met de scheepsnaam en de wapens van de zes VOC-Kamers.

## Geschiedenis
Op 10 juni 1697 vertrok de Concordia voor haar eerste reis vanuit Goeree met 148 zeelui, 79 soldaten en 2 passagiers naar Kaap de Goede Hoop, waar het schip op 31 oktober 1697 aankwam. Onderweg naar de Kaap stierven 11 zeelui en 11 soldaten. Op 5 december 1697 werd het anker gelicht voor het tweede deel van de reis en op 24 maart 1698 kwam de Concordia in Batavia aan. 25 november 1699 begon het schip aan de terugreis en op 2 juli 1700 legde het schip aan bij fort Rammekens, bij Ritthem (Vlissingen).
Vervolgreizen werden gemaakt in 1701 en 1706, ditmaal voor de De Kamer van de VOC in Middelburg. Op 15 januari 1708 vertrok de Concordia samen met de VOC-schepen Zuiderberg en Mercurius uit Batavia op weg naar Kaap de Goede Hoop. Het schip, onder commando van Joris Vis, had 130 opvarenden, waaronder een aantal vrouwen die naar Nederland terugkeerden en Balinezen die naar Zuid-Afrika werden gedeporteerd. Op de terugreis van de derde retourvaart ging de Oost-Indiëvaarder bij Mauritius verloren. Voor zover bekend waren er geen overlevenden.

## Mogelijke overlevenden
Nieuw-Holland, zoals Australië destijds genoemd werd, was al sinds het begin van de 17e eeuw bekend, maar pas laat in de 18e eeuw werden de eerste nederzettingen gesticht. In 1832 zou een Britse expeditie een groep blanke mensen hebben aangetroffen in Palm Valley, een vruchtbaar dal 123 km ten zuidwesten van Alice Springs. Volgens expeditieleider lt. Nixon waren deze personen van Nederlandse etniciteit en zou de groep bestaan uit ongeveer 300 mannen en vrouwen. De leider van de groep zei een afstammeling te zijn van een officier met de naam van Baerle. 80 mannen en 10 vrouwen zouden na een schipbreuk lang geleden van de kust naar het binnenland zijn getrokken. Hier stichtten ze een nederzetting, omringd door een muur als bescherming tegen aanvallen van Aborigines. Pas in 1834 werd hierover in de Britse krant The Leeds Mercury geschreven. In de jaren daarop plaatsten ook andere Britse, Australische en Nederlandse bladen artikelen over deze ontdekking.
De bemanning van de Mercurius was de laatste die de Concordia heeft gezien. Het schip werd samen met de Zuiderberg op 5 februari 1708 ten zuiden van Straat Soenda gezien. Drie dagen later werd in stormachtig weer de Zuiderberg nogmaals waargenomen. Wanneer het schip in problemen was geraakt is het mogelijk dat het naar het zuiden is afgedreven en op de Australische kust schipbreuk heeft geleden. De Concordia had een VOC-officier met de naam Constantijn van Baerle aan boord. Het zou dus mogelijk zijn dat overlevenden van de Concordia meer dan 100 jaar later midden in Australië een nederzetting bewoonden, maar waarschijnlijk is dat niet.
Er zijn nooit bewijzen gevonden voor de aanwezigheid van Nederlanders in Palm Valley in de 18e eeuw. Tegenwoordig wordt er dan ook van uitgegaan dat het oorspronkelijke verhaal in The Leeds Mercury een hoax was. Er bestaat ook een complottheorie: een Nederlandse kolonie in Australië die al lang bestond voordat de Britten het land koloniseerden zou de legitimiteit van de Britse kolonisatie van Australië betwisten. Volgens de aanhangers van deze complottheorie zou de Australische gouverneur James Stirling al in 1832 een ultrageheime militaire expeditie naar Palm Valley hebben gestuurd om alle bewijzen van Nederlandse bewoners en een nederzetting uit te wissen. Berichten van de expeditie lekten toch uit, vandaar het krantenbericht in The Leeds Mercury.
Aagtekerke · Akerendam · Amsterdam · Arnhem · Batavia · Bleijenburg · Concordia · De Dry Heuvels · De Dry Papegaijtiens · Dromedaris · Duyfken · Eendracht · Eendraght · Fortuyn · Geldermalsen · Gouden Buys · Goudriaan · 't Gulden Zeepaert · Halve Maen · Hof van Zeelandt · Hollandia · Landskroon · Leeuwin · Magdalena · Mauritius · Meermin · Midloo · Negotie · Nieuw Hoorn · Nieuwvliet · Nijenburg · Oude Zijpe (1711) · Oude Zijpe (1740) · Prins Willem · Rarop · Ravenstein · Ridderschap van Holland · Saerdam · Schiedam · Valkenbos · Vergulde Draeck · 't Vliegend Hert · Voetboog · Wapen van Amsterdam · 't Wapen van Hoorn · Westerbeek · Wimmenum · Zuytdorp · Zeewijk